# Мітзі Кремер
Мітзі Кремер (англ. Mitzi Kremer; нар. 18 березня 1968) — американська плавчиня.
Призерка Олімпійських Ігор 1988 року.
Переможниця Пантихоокеанського чемпіонату з плавання 1987, 1989 років.
Переможниця літньої Універсіади 1987 року.